# بارسلون ۹۴۵

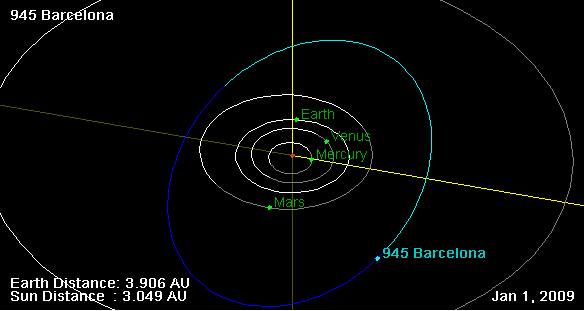
نمایی از محل قرارگیری سیارک بارسلون ۹۴۵‌ در مدار – ۲۰۰۹

سیارک ۹۴۵ (به انگلیسی: 945 Barcelona، نامگذاری:1921JB) نهصد و چهل و پنجمین سیارک کشف شده‌است که در ۳ فوریه ۱۹۲۱ کشف شد.
قدر مطلق سیارک برابر ۱۰٫۱۳ است.